# نعبوب (لودر)

تعديل مصدري - تعديل

نعبوب هي إحدى قرى عزلة زارة بمديرية لودر التابعة لمحافظة أبين، بلغ تعداد سكانها 487 نسمة حسب تعداد اليمن لعام 2004.